# Shine (EP)
Shine es el EP debut de Mother Love Bone, banda de corta vida comandada por su fallecido vocalista, Andrew Wood. El EP fue luego reeditado en 1992 en el disco Stardog Records.
Shine es un trabajo un poco crudo. Muestra a un grupo con un sonido influenciado por Led Zeppelin, Aerosmith y Queen. Wood comienza a hacer gala de letras oníricas y sensuales (como Chloe Dancer/ Crown of thorns y Thru fade away) y algunas con sentido del humor, como Half ass monkey boy.

## Lista de canciones
1. «Thru Fadeaway» (Wood / Gossard / Mother Love Bone) – 3:40
2. «Mindshaker Meltdown» (Wood / Gossard / Mother Love Bone) – 3:47
3. «Half Ass Monkey Boy» (Wood / Mother Love Bone) – 3:18
4. «Chloe Dancer/Crown of Thorns» (Wood / Mother Love Bone) – 8:20
5. «Capricorn Sister» (Wood / Gossard / Mother Love Bone) – 3:54
6. «Zanzibar» (Wood / Mother Love Bone) – 2:04